# Paul-Laurent Courtot
Pour les articles homonymes, voir Courtot.
Paul-Laurent Courtot (Paris, 14 avril 1856 - Limoges, 7 décembre 1925) est un peintre français connu pour ses tableaux et dessins de Limoges.

## Biographie
Professeur de dessin au lycée Gay-Lussac, il est l’auteur de nombreux tableaux pittoresques représentants des bâtiments, des cours, des ponts, la cathédrale, les métiers et les artisans, du centre-ville. De 1887 à 1925, Paul-Laurent Courtot fixe, sur plus de 500 toiles, tout le patrimoine bâti du vieux Limoges médiéval, qui allait disparaître avec les travaux de modernisation des quartiers du Viraclaud, de l'Abbessaille, du Verdurier ou du Rajat.
Témoin des mutations de la ville, connu pour ses colères, Paul-Laurent Courtot, peintre des rues, présente une œuvre qui dévoile l'aventure de l'urbanisme de Limoges.
Une salle du musée des Beaux-Arts de Limoges lui est consacrée.
Paul-Laurent Courtot est contemporain d'un autre peintre limougeaud qui fixa les mêmes paysages urbains, Auguste Aridas.

## Galerie

Œuvres de Paul-Laurent Courtot
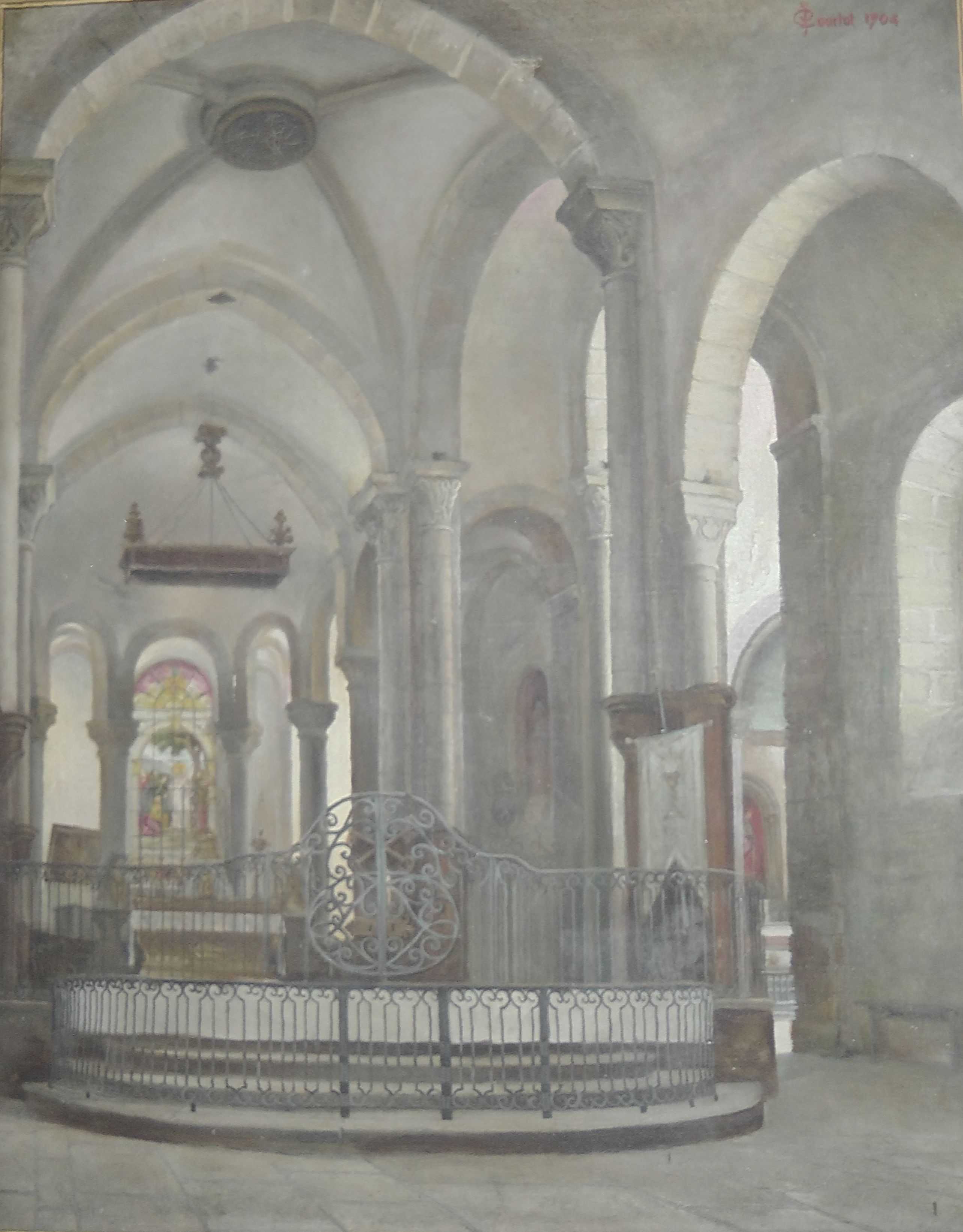
« Eglise d’Uzerche », 1904, huile sur toile, 90x71 cm. Collection privée.
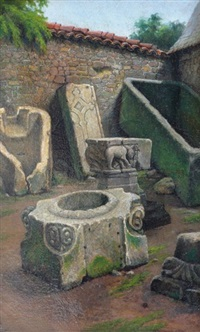
"Au parc de l'évêché", sans date.